# راتينجية سميكة الأوراق
الراتينجية سميكة الأوراق نوع شجري يتبع جنس الراتينجية من الفصيلة الصنوبرية.

## البيئة والانتشار
يوجد في الصين.